# Selbstbedienungsstrecke
Eine Selbstbedienungsstrecke ist eine definierte Strecke oder ein Streckenteil einer Eisenbahn in Österreich, in der die Fahrgäste in Züge des Nahverkehrs nur mit gültiger Fahrkarte einsteigen dürfen. Andernfalls wird zusätzlich zum Fahrpreis eine so genannte „Kontrollgebühr“ von mindestens € 105,- verrechnet. Ausgenommen sind Stationen, in welchen weder ein besetzter Fahrkartenschalter noch ein funktionsfähiger Fahrkartenautomat vorhanden sind. Die Regelung gilt nicht für Züge des Fernverkehrs, jedoch wird auch hier ein Aufpreis von € 3,- (Stand 2019) verrechnet, wenn ein Fahrgast die Fahrkarte erst im Zug erwirbt.

## Geschichte

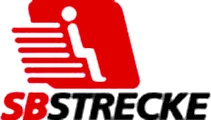
Früheres Logo für SB-Strecken

Von den Österreichischen Bundesbahnen wurden die Selbstbedienungsstrecken mit dem Fahrplanwechsel am 11. Dezember 2005 eingeführt und in der Folge ausgeweitet.
2005 wurden bei den ÖBB die ersten 16 Selbstbedienungsstrecken eingeführt. Seit dem Fahrplanwechsel am 12. Dezember 2010 gilt der Selbstbedienungsverkehr in allen ÖBB-Zügen des Nahverkehrs. Folgend die (nicht vollständige) Auflistung der SB-Strecken (in Klammer der Einführungszeitpunkt):
- Wien Franz-Josefs-Bahnhof – Tulln Stadt (11. Dezember 2005)
- Wien Hütteldorf – Wien Handelskai (11. Dezember 2005)
- Wien Meidling – Mistelbach (11. Dezember 2005)
- Wien Meidling – Hollabrunn (11. Dezember 2005)
- Wien Südbf – Wien Hausfeldstraße (11. Dezember 2005)
- Wien Südbf (Ostseite) – Erzherzog Karl-Straße – Wien Floridsdorf – Wien Rennweg – Wolfsthal (11. Dezember 2005)
- Wien Südbf (Ostseite) – Bruck an der Leitha – Parndorf Ort – Neusiedl am See (11. Dezember 2005)
- Wien Westbf – Neulengbach (11. Dezember 2005)
- Wiener Neustadt Hbf – Gänserndorf (11. Dezember 2005)
- Wien Hütteldorf – Wien Floridsdorf (11. Dezember 2005)
- Linz Urfahr – Rottenegg (11. Dezember 2005)
- Salzburg Hbf – Straßwalchen (11. Dezember 2005)
- Salzburg Hbf – Schwarzach-St. Veit (11. Dezember 2005)
- Graz Hbf – Spielfeld-Straß (11. Dezember 2005)
- Graz Hbf – Mürzzuschlag (11. Dezember 2005)
- Bludenz – Bregenz – Lindau (11. Dezember 2005)
- St. Margrethen – Bregenz (11. Dezember 2005)
- Bruck an der Mur – Neumarkt in Steiermark  (10. Dezember 2006)
- Bruck an der Mur – Selzthal – Radstadt (10. Dezember 2006)
- Schwarzach-St. Veit – Zell am See (1. Juli 2007)
- Landeck-Zams – Innsbruck Hbf – Kufstein (1. Juli 2007)
- Innsbruck Hbf – Brennero/Brenner (14. Dezember 2008)
- Arnoldstein – Villach Hbf (14. Dezember 2008)
- Friesach – Klagenfurt Hbf – Villach Hbf – Spittal-Millstättersee (14. Dezember 2008)
- St. Valentin – Straßwalchen (14. Dezember 2008)
- Wels Hbf – Passau Hbf (14. Dezember 2008)
- St. Pölten – St. Valentin (1. Juli 2010)

Nach wie vor sind im österreichischen Eisenbahn-Kursbuch, in Fahrplanauszügen und Aushangfahrplänen, Selbstbedienungsstrecken als solche textlich oder mit Symbol dargestellt.

## Tarifgrundlage
Das „Tarifverzeichnis Nr. 16 (Personentarif ÖBB)“ der Personenverkehrs AG der Österreichischen Bundesbahnen beschreibt im „Teil I: Allgemeine Bestimmungen“ eine Selbstbedienungsstrecke wie folgt: „Definierte und örtlich verlautbarte Strecken bzw. Streckenabschnitte, für die bei Zustieg in allen Bahnhöfen und Haltestellen in allen Zügen des Nahverkehrs (Regional-, Eil-, EURegio-, Sprinter- und RSB-Züge) vor Zustieg ein gültiger Fahrausweis zu erwerben ist.“
Wird ein Fahrgast im Bereich einer Selbstbedienungsstrecke im Zug ohne gültiger Fahrkarte angetroffen, verrechnen die ÖBB zusätzlich zur Fahrkarte eine Kontrollgebühr (gegenwärtig bei sofortiger Bezahlung € 105,--, bei Bezahlung mit Erlagschein € 135,--).

## Kritik
Mit der Einführung der Selbstbedienungsstrecken musste die Personenverkehrs AG massenhafte Beschwerden und harsche Kritik hinnehmen, die von Organisationsmängeln über schlechten Service bis hin zu Abzocke reichten. Die Medien erhielten von Bahnbenützern ebenso zahllose Leserbriefe, die die Einführung der Selbstbedienungsstrecken kritisierten. 
Dazu einige Beispiele
- Schlechter Service – „‚Von einer untragbaren Kundenvertreibungsaktion im Zusammenhang mit den ÖBB-Ticketautomaten auf Selbstbedienungsstrecken‘ spricht AK-Präsident Walter Rotschädl […] ‚Die ÖBB stempeln auch zahlungswillige Kunden zu Schwarzfahrern‘ […] Die neuen Automaten sind nach Expertenansicht überaus kompliziert in der Bedienung. Außerdem seien in manchen Haltestellen Fahrgäste gezwungen, auf einen anderen Bahnsteig zu wechseln, um einen Fahrschein zu kaufen, weil nur ein Automat vorhanden sei…“[4]
- Schlechter Service – „Ein vernichtendes Expertenurteil gibt es zu den neuen ÖBB-Ticketautomaten. Das System sei ‚tatsächlich unnötig kompliziert‘, so eine Wiener Webdesign-Firma […] Auf Herz und Nieren wurden die neuen elektronischen Bahnmitarbeiter vom Webdesign-Unternehmen ›intuitiv‹ getestet. Die Firma spezialisierte sich auf Benutzerfreundlichkeit. Kritik übten die Tester schon vor dem ersten ‚echten‘ Kontakt mit dem Gerät. Denn selbst auf internationalen Bahnhöfen steht in großen Lettern ‚Fahrkarten‘ auf den Automaten – und nicht etwa ‚Tickets‘ […] Habe der Kunde […] durchschaut, wie er zur Bestellmaske kommt, werde es spätestens dort unübersichtlich. 20 Auswahlmöglichkeiten warten auf den überforderten Benutzer. Bahninterne Fachbegriffe […] werden nicht erklärt […] Auch mit dem Zahlvorgang zeigten sich die Experten alles andere als zufrieden. Wer länger nach Münzen suche, habe Pech: Nach 52 Sekunden bricht die Maschine ohne Warnung einfach ab…“[5]
- Organisationsmangel – „Die ÖBB führen die Eisenbahnlinie zwischen Mürzzuschlag und Spielfeld-Straß ab 1. Februar 2006 als „Selbstbedienungsstrecke“. Sie haben aber an mindestens 2 Stationen keine Fahrkartenautomaten aufgestellt. Es handelt sich dabei um die Haltestellen Kapfenberg-Fachhochschule und Hönigsberg. ‚Das kann man nur als Schildbürgerstreich oder als Vorbereitung auf Zusperren von Haltestellen werten.‘…“[6]
- Organisationsmangel – „…‚Uns ist jedoch bewusst, dass die Zugänglichkeit zu den Fahrkartenautomaten noch nicht für alle Menschen gleichermaßen gegeben ist. Daher haben wir uns entschlossen, blinde sowie mobilitätseingeschränkte Personen, die ohne Begleitperson reisen, von der Kontrollgebühr auszunehmen‘, teilt Reinhard Rodlauer von der ÖBB Holding AG (Konzernkoordination Barrierefreiheit) Ende Mai 2006 schriftlich mit. […] Die ÖBB diskriminieren durch den Betrieb von nicht barrierefreien Fahrkartenautomaten. ‚Behinderte Menschen, die diese nicht benützen können, müssen gemäß Behindertengleichstellungsgesetz keine Kontrollgebühr bezahlen‘, teilte ‚BIZEPS‘ der ÖBB Personenverkehr AG mit…“[7]

Juristisch ist die Einhebung der „Kontrollgebühr“ zudem umstritten.
- „…Laut § 15 Eisenbahnbeförderungsgesetz ist es – so meinen Juristen übereinstimmend – fraglich, ob diese Kontrollgebühr überhaupt in allen Fällen legal eingehoben wird. ‚Der Anspruch des Reisenden auf Ausgabe eines Fahrausweises erlischt fünf Minuten vor der Abfahrt des Zuges‘, ist dem Gesetzestext zu entnehmen. Die Dauer der Fahrscheinausgabe beim Automaten beträgt geschätzt knapp über eine Minute. Daraus folgt, dass bei einer Schlange von z. B. fünf Personen vor dem Automaten, der Zug eigentlich nicht abfahren darf, sofern sich die Kaufwilligen mehr als fünf Minuten vor der Abfahrt des Zuges eingefunden haben. ‚Wenn einer dieser Wartenden dann – ohne Kauf einer Fahrkarte den Zug besteigt, um diesen doch noch zu erwischen – dürfte diese Kontrollgebühr von ihm nicht eingehoben werden. Die Eisenbahn müsste dann – so die Argumentation – beweisen, dass beim Fahrschein-Automaten keine Schlange angestanden ist. Nur wenn der ÖBB dies gelingt, dürfte eine Kontrollgebühr von dieser Person eingehoben werden‘…“[8] Es konnten jedoch keine Unterlagen gefunden werden, ob es in einem solchen Fall bereits zu einem Präjudizurteil gekommen ist.

Tatsächlich musste die Personenverkehrs AG nach Einführung der Selbstbedienungsstrecken kräftig zurück rudern. Viele der Beschwerden waren berechtigt und zahlreiche der aufgezeigten Mängel konnten nicht bestritten werden. Mit Schulungen vor allem älterer Menschen versuchte die PV AG den entstandenen Imageschaden wieder gut zu machen und den Fahrgästen die Berührungsängste zu nehmen. Fehlende, oder defekte Automaten wurden installiert beziehungsweise getauscht. Die Kontrollorgane erhalten nunmehr über Handy Informationen, ob in einer Betriebsstelle ein Fahrkartenautomat defekt und damit die Kontrollgebühr nicht einzuheben ist. Zudem wurden die Kontrollorgane angewiesen, bei ihren Kontrollen Fingerspitzengefühl walten zu lassen. Viele der Kontrollore wollten sich ohnehin nicht auf nervenaufreibende Diskussionen einlassen und sahen schon ohne Anweisung der Unternehmensleitung von der Verrechnung der Kontrollgebühr ab und verrechneten lediglich den normalen Fahrpreis.